# 关子镇
关子镇，是中华人民共和国甘肃省天水市秦州区下辖的一个乡镇级行政单位。

## 行政区划
关子镇下辖以下地区：
关子村、后沟村、刘家山村、松树村、梨尧村、冯集村、朱槽沟村、朱堡村、杨柳村、七十铺村、西宛村、东川村、石咀村、白石村、石川村、韩安村、西华村、西沟村、董家山村、唐家山村、高炉子村、岸峪村、藉源村、流水村、严家河村、寨子村、孙家坡村、大湾村和潘时村。